# Moggallana Ier
Moggallana Ier est un roi du royaume d'Anuradhapura, dans l'actuel Sri Lanka.

## Biographie
Moggallana est l'héritier légitime au trône d'Anuradhapura, en tant que fils du roi Dhatusena et de son épouse royale. 
Son frère aîné Kassapa Ier, fils du roi et d'une concubine, va détrôner son père pour devenir roi en 473. Pendant ce coup d'état, Moggallana va réussir à s'enfuir vers l'Inde du Sud.
Moggallana réfugié en Inde, lève une armée avec l’aide d’un râja et traverse le détroit de Palk qui sépare le continent indien de Ceylan puis fait directement route vers Anurâdhapura qu’il trouve complètement abandonnée. Il obtient des renseignements qui lui permettent de retrouver son frère parricide à Sigirîya.
Alors que Kassapa séjourne tranquillement au sommet de son rocher, il voit arriver par le Sud et par l’Est des troupes qu’il identifie aussitôt : son frère est de retour. Kassapa boucle les jardins et met la garde en alerte pour le combat qu’il pense forcément gagné étant donné l’avantage que lui confère sa position. Mogallana, en fin stratège, déploie ses troupes autour du site et l’assiège, attendant que son frère descende au combat. Mais, Kassapa avait pensé à tout, sauf au ravitaillement en cas de siège. Après à peine une semaine, Kassapa épuisé par la faim descend et se livre.
Moggallana est alors sacré roi d'Anuradhapura en 497.

### Source historique
- Culavamsa, récits en pali de l'histoire du Sri Lanka entre 300 et 1815.